# Stéphane Van der Heyden
Stéphane Van der Heyden (Sint-Gillis-Waas, 1969. július 3. – ) belga válogatott labdarúgó.

## Pályafutása

### Klubcsapatban
Pályafutása során megfordult a KSK Beveren, a Club Brugge, a Roda JC, a Lille OSC, a Germinal Beerschot és az FC Kapellen csapataiban. 1991 és 1996 között a Brugge színeiben kétszeres bajnok- és kupagyőztes, háromszoros szuperkupagyőztes.

### A válogatottban
1991 és 1994 között 4 alkalommal szerepelt a belga válogatottban. Részt vett az 1994-es világbajnokságon.

## Sikerei
KSK Beveren
- Belga bajnok (II. osztály) (1): 1990–91

Club Brugge
- Belga bajnok (2): 1991–92, 1995–96
- Belga kupa (2): 1994–95, 1995–96
- Belga szuperkupa (3): 1991, 1992, 1994

Roda JC
- Holland kupa (1): 1996–97